# Myotis badius
Myotis badius (Tiunov, Kruskop & Feng, 2011) è un pipistrello della famiglia dei Vespertilionidi endemico della Cina meridionale.

## Descrizione

### Dimensioni
Pipistrello di piccole dimensioni, con la lunghezza della testa e del corpo di 42 mm, la lunghezza dell'avambraccio tra 35 e 38,5 mm, la lunghezza della coda di 37 mm, la lunghezza del piede di 6,7 mm, circa il 43% della tibia e la lunghezza delle orecchie di 12,5 mm.

### Aspetto
Le parti dorsali sono bruno-castane, mentre le parti ventrali sono marroni chiare. Le orecchie sono relativamente corte. Il trago è lungo poco meno della metà del padiglione auricolare ed ha il bordo anteriore dritto. Le ali sono attaccate posteriormente alla base dell'alluce. I piedi sono piccoli, meno della metà della tibia. La punta della lunga coda si estende leggermente oltre l'ampio uropatagio. Il calcar è lungo e privo di carenatura.

## Biologia

### Comportamento
Si rifugia all'interno di grotte calcaree.

### Alimentazione
Si nutre di insetti.

## Distribuzione e habitat
Questa specie è conosciuta soltanto nella provincia cinese meridionale dello Yunnan.
Vive nelle foreste semi-sempreverdi sub-tropicali fortemente disturbate e nelle boscaglie a circa 2.000 metri di altitudine.

## Conservazione
Questa specie, essendo stata scoperta solo recentemente, non è stata sottoposta ancora a nessun criterio di conservazione.